# Anisacate fuegianum
Espèce
Synonymes
- Amaurobius fuegianus Simon, 1884
- Auximus fuegianus bransfieldi Usher, 1983

Anisacate fuegianum est une espèce d'araignées aranéomorphes de la famille des Macrobunidae.

## Distribution
Cette espèce se rencontre en Argentine, au Chili et aux îles Malouines.

## Description
La femelle holotype mesure 4,6 mm.

## Liste des sous-espèces
Selon World Spider Catalog (version 25.0, 06/03/2024) :
- Anisacate fuegianum bransfieldi (Usher, 1983) des îles Malouines
- Anisacate fuegianum fuegianum (Simon, 1884) d'Argentine et du Chili

## Systématique et taxinomie
Cette espèce a été décrite sous le protonyme Amaurobius fuegianus par Simon en 1884. Elle est placée dans le genre Auximus par Simon en 1892 puis dans le genre Anisacate par Lehtinen en 1967.

## Étymologie
Son nom d'espèce lui a été donné en référence au lieu de sa découverte, la Terre de Feu.

## Publications originales
- Simon, 1884 : « Arachnides recueillis par la Mission du Cap Horn en 1882-1883. » Bulletin de la Société zoologique de France, vol. 9, p. 117-144 (texte intégral).
- Usher, 1983 : « Spiders from Beauchêne Island, Falkland Islands, South Atlantic. » Journal of Zoology, vol. 200, p. 571-582.